# 58. Międzynarodowy Festiwal Filmowy w Berlinie
58. Międzynarodowy Festiwal Filmowy w Berlinie odbył się w dniach 7–17 lutego 2008 roku. Imprezę otworzył pokaz amerykańskiego filmu dokumentalnego Rolling Stones w blasku świateł w reżyserii Martina Scorsese. W konkursie głównym zaprezentowano 21 filmów pochodzących z 14 różnych krajów.
Jury pod przewodnictwem francuskiego reżysera Costy-Gavrasa przyznało nagrodę główną festiwalu, Złotego Niedźwiedzia, brazylijskiemu filmowi Elitarni w reżyserii José Padilhi. Drugą nagrodę w konkursie głównym, Srebrnego Niedźwiedzia – Grand Prix Jury, przyznano amerykańskiemu filmowi dokumentalnemu Zwykła procedura operacyjna w reżyserii Errola Morrisa.
Honorowego Złotego Niedźwiedzia za całokształt twórczości przyznano włoskiemu reżyserowi Francesco Rosiemu. W ramach festiwalu odbyła się retrospektywa twórczości hiszpańskiego surrealisty Luisa Buñuela.

## Członkowie jury

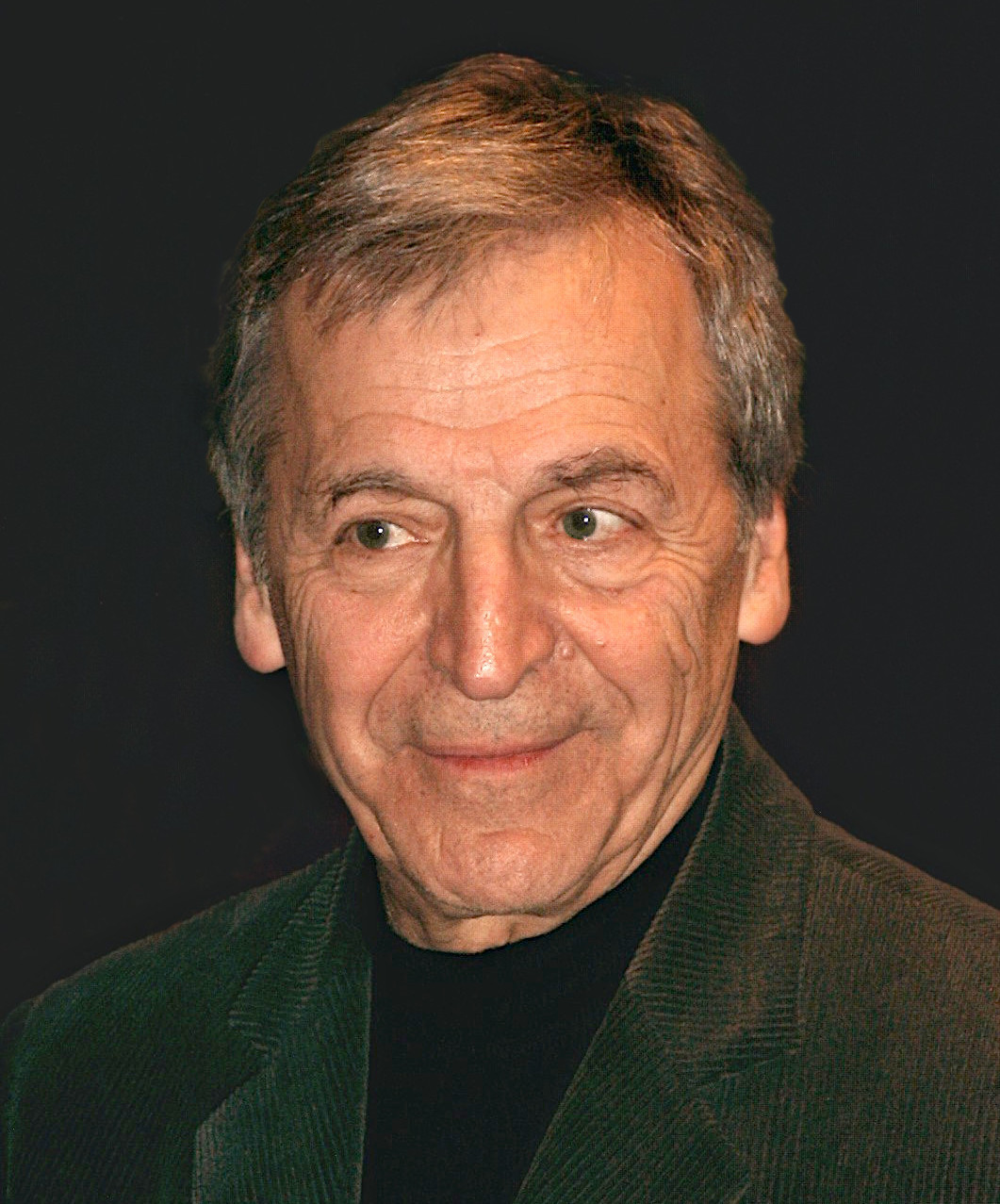
Przewodniczący jury konkursu głównego Costa-Gavras.

### Konkurs główny
- Costa-Gavras, francuski reżyser – przewodniczący jury[4]
- Uli Hanisch, niemiecki scenograf
- Diane Kruger, niemiecka aktorka
- Walter Murch, amerykański montażysta
- Shu Qi, tajwańska aktorka
- Aleksandr Rodnianski, rosyjski producent filmowy

### Nagroda za debiut fabularny
- Ben Barenholtz, amerykański producent filmowy
- Dominique Cabrera, francuska reżyserka
- Jasmila Žbanić, bośniacka reżyserka

## Selekcja oficjalna

### Otwarcie i zamknięcie festiwalu
|             | Tytuł                           | Reżyseria       | Kraj produkcji    |
| ----------- | ------------------------------- | --------------- | ----------------- |
| Otwierający | Rolling Stones w blasku świateł | Martin Scorsese | Stany Zjednoczone |
| Zamykający  | Ratunku! Awaria                 | Michel Gondry   | Stany Zjednoczone |

### Konkurs główny
Następujące filmy zostały wyselekcjonowane do udziału w konkursie głównym o Złotego Niedźwiedzia i Srebrne Niedźwiedzie:
| Tytuł polski                              | Tytuł oryginalny               | Reżyseria            | Kraj produkcji    |
| ----------------------------------------- | ------------------------------ | -------------------- | ----------------- |
| Pieśń wróbli                              | آواز گنجشک‌ها Avaze gonjeshk-ha | Majid Majidi         | Iran              |
| Balast                                    | Ballast                        | Lance Hammer         | Stany Zjednoczone |
| Noc i dzień                               | 밤과 낮 Bam gua nat            | Hong Sang-soo        | Korea Południowa  |
| Cichy chaos                               | Caos calmo                     | Antonello Grimaldi   | Włochy            |
| Elegia                                    | Elegy                          | Isabel Coixet        | Stany Zjednoczone |
| Płonące serce                             | Feuerherz                      | Luigi Falorni        | Niemcy            |
| Gardens of the Night                      | Gardens of the Night           | Damian Harris        | Wielka Brytania   |
| Happy-Go-Lucky, czyli co nas uszczęśliwia | Happy-Go-Lucky                 | Mike Leigh           | Wielka Brytania   |
| Kocham cię od tak dawna                   | Il y a longtemps que je t’aime | Philippe Claudel     | Francja           |
| Julia                                     | Julia                          | Érick Zonca          | Francja           |
| Nasza matka                               | 母べえ Kâbê                    | Yōji Yamada          | Japonia           |
| Hanami – Kwiat wiśni                      | Kirschblüten – Hanami          | Doris Dörrie         | Niemcy            |
| Lady Jane                                 | Lady Jane                      | Robert Guédiguian    | Francja           |
| Nad jeziorem Tahoe                        | Lake Tahoe                     | Fernando Eimbcke     | Meksyk            |
| Kieszonkowcy                              | 文雀 Man jeuk                  | Johnnie To           | Hongkong          |
| Czarny lód                                | Musta jaä                      | Petri Kotwica        | Finlandia         |
| Niespokojne dusze                         | Restless                       | Amos Kollek          | Izrael            |
| Zwykła procedura operacyjna               | Standard Operating Procedure   | Errol Morris         | Stany Zjednoczone |
| Aż poleje się krew                        | There Will Be Blood            | Paul Thomas Anderson | Stany Zjednoczone |
| Elitarni                                  | Tropa de Elite                 | José Padilha         | Brazylia          |
| W miłości cała nadzieja                   | 左右 Zuo you                   | Wang Xiaoshuai       | Chiny             |

### Pokazy pozakonkursowe
Następujące filmy zostały wyświetlone na festiwalu w ramach pokazów pozakonkursowych:
| Tytuł polski                    | Tytuł oryginalny        | Reżyseria       | Kraj produkcji    |
| ------------------------------- | ----------------------- | --------------- | ----------------- |
| Ratunku! Awaria                 | Be Kind Rewind          | Michel Gondry   | Stany Zjednoczone |
| Świetliki w ogrodzie            | Fireflies in the Garden | Dennis Lee      | Stany Zjednoczone |
| Katyń                           | Katyń                   | Andrzej Wajda   | Polska            |
| Kochanice króla                 | The Other Boleyn Girl   | Justin Chadwick | Wielka Brytania   |
| Rolling Stones w blasku świateł | Shine a Light           | Martin Scorsese | Stany Zjednoczone |

## Laureaci nagród

### Konkurs główny
Złoty Niedźwiedź
- Elitarni, reż. José Padilha

Srebrny Niedźwiedź – Nagroda Grand Prix Jury
- Zwykła procedura operacyjna, reż. Errol Morris

Srebrny Niedźwiedź dla najlepszego reżysera
- Paul Thomas Anderson – Aż poleje się krew

Srebrny Niedźwiedź dla najlepszej aktorki
- Sally Hawkins – Happy-Go-Lucky, czyli co nas uszczęśliwia

Srebrny Niedźwiedź dla najlepszego aktora
- Mohammad Amir Naji – Pieśń wróbli

Srebrny Niedźwiedź za najlepszy scenariusz
- Wang Xiaoshuai – W miłości cała nadzieja

Srebrny Niedźwiedź za wybitne osiągnięcie artystyczne
- Muzyka: Jonny Greenwood – Aż poleje się krew

Nagroda im. Alfreda Bauera za innowacyjność
- Fernando Eimbcke – Nad jeziorem Tahoe

### Konkurs filmów krótkometrażowych
Złoty Niedźwiedź dla najlepszego filmu krótkometrażowego
- O zi buna de plaja, reż. Bogdan Mustață

### Pozostałe nagrody
Nagroda za najlepszy debiut reżyserski
- Azyl, reż. Izuru Kumasaka

Nagroda FIPRESCI
- Nad jeziorem Tahoe, reż. Fernando Eimbcke

Nagroda Jury Ekumenicznego
- Kocham cię od tak dawna, reż. Philippe Claudel

Honorowy Złoty Niedźwiedź za całokształt twórczości
- Francesco Rosi